# Oscar 2022
A 94.ª cerimônia (português brasileiro) ou cerimónia (português europeu) de entrega dos Academy Awards, ou Oscars 2022 (pt/br: Óscares 2022), (no original em inglês: 94th Academy Awards), foi apresentada pela Academia de Artes e Ciências Cinematográficas (AMPAS) e homenageou os melhores atores, técnicos e filmes lançados de 1 de março a 31 de dezembro de 2021. Ocorreu no Teatro Dolby, em Los Angeles, Califórnia, em 27 de março de 2022 e foi a segunda vez, desde o Oscar 2011, em que contou com vários anfitriões na apresentação.
As listas dos filmes pré-indicados para concorrer a indicações em dez categorias foram anunciadas em 21 de dezembro de 2021. As indicações foram anunciadas em 8 de fevereiro de 2022, pelos atores Tracee Ellis Ross e Leslie Jordan.
CODA ganhou três prêmios na cerimônia, incluindo Melhor Filme. Dune ganhou seis prêmios principais, enquanto The Eyes of Tammy Faye ganhou dois prêmios. The Power of the Dog, King Richard, West Side Story, Doraibu mai kā, Encanto, Belfast, No Time to Die, Cruella, The Long Goodbye, The Queen of Basketball, Summer of Soul e The Windshield Wiper ganharam um prêmio cada.
Durante a premiação, a controvérsia surgiu depois que o ator Will Smith subiu ao palco e deu um tapa no comediante Chris Rock, que estava apresentando um prêmio, depois que Rock fez uma piada sobre a esposa de Smith, Jada Pinkett Smith.

## Vencedores e indicados
The Power of the Dog se tornou no primeiro filme dirigido por uma mulher a receber mais de dez indicações, e sua diretora, Jane Campion, se tornou na primeira mulher a receber mais de uma indicação ao Oscar de Melhor Diretor. CODA se tornou no primeiro filme da Apple Original Films, e estrelado por um elenco predominantemente surdo em papéis principais, a ser indicado para Melhor Filme; entre o elenco, Troy Kotsur se tornou no primeiro ator surdo a receber uma indicação para um prêmio de atuação (na categoria de Melhor Ator Coadjuvante) e no segundo ator surdo a ser indicado ao Oscar, depois de Marlee Matlin (que também atuou em CODA) por Children of a Lesser God (1986).
Doraibu mai kā se tornou no primeiro filme japonês a ser indicado para Melhor Filme, enquanto seu diretor, Ryūsuke Hamaguchi, tornou-se no terceiro diretor japonês indicado para Melhor Diretor. Flugt se tornou no primeiro filme a ser indicado nas categorias de Melhor Filme de Animação, Melhor Filme Internacional e Melhor Documentário de Longa Metragem simultaneamente. Kenneth Branagh se tornou no primeiro indivíduo a ser indicado em um total de sete categorias diferentes com suas nomeações nas categorias de Melhor Filme e Melhor Roteiro Original por Belfast.
West Side Story, de Steven Spielberg, tornou-se na segunda adaptação do mesmo filme, que venceu um Oscar de Melhor Filme, a ser indicado para o mesmo prêmio, depois de Mutiny on the Bounty, de 1962. Com sua indicação para Melhor Filme, Spielberg se tornou no indivíduo mais indicado na categoria com onze filmes. A indicação de Spielberg para Melhor Diretor também o tornou no primeiro cineasta a ser indicado nessa categoria por seis décadas consecutivas. Licorice Pizza, de Paul Thomas Anderson, tornou-se no primeiro filme totalmente produzido, comercializado e distribuído da MGM a ser indicado para Melhor Filme em 33 anos, depois de Rain Man, de 1988.
Tendo estrelado Don't Look Up e Nightmare Alley, Cate Blanchett se tornou na primeira atriz feminina na história a ter papéis creditados em nove filmes indicados a Melhor Filme, batendo o recorde de oito de Olivia de Havilland. As indicações de Olivia Colman e Jessie Buckley por suas atuações em The Lost Daughter marcaram apenas a terceira vez que dois indivíduos foram indicados por interpretar o mesmo personagem no mesmo filme. As indicações de Kristen Stewart (Spencer) e Ariana DeBose (West Side Story) marcam a primeira vez em que dois atores abertamente LGBT foram indicados no mesmo ano. Esta cerimônia também marca a primeira vez em que dois casais são nomeados no mesmo ano, nomeadamente o casal Penélope Cruz e Javier Bardem (Cruz por Madres paralelas; Bardem por Being the Ricardos), bem como os noivos Kirsten Dunst e Jesse Plemons (ambos por The Power of the Dog); suas indicações coletivas abrangem notavelmente todas as quatro categorias de atuação.

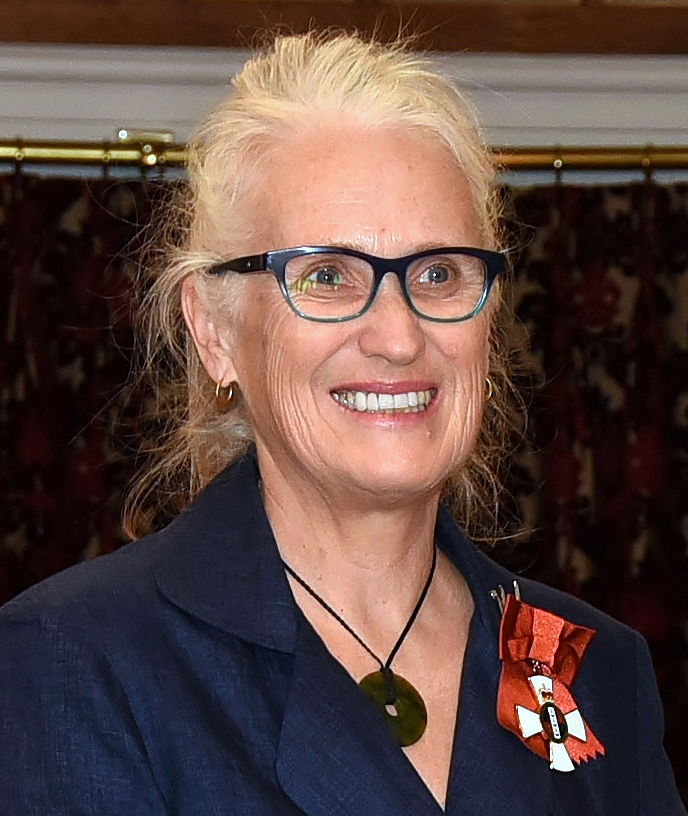
Jane Campion, vencedora de Melhor Diretora

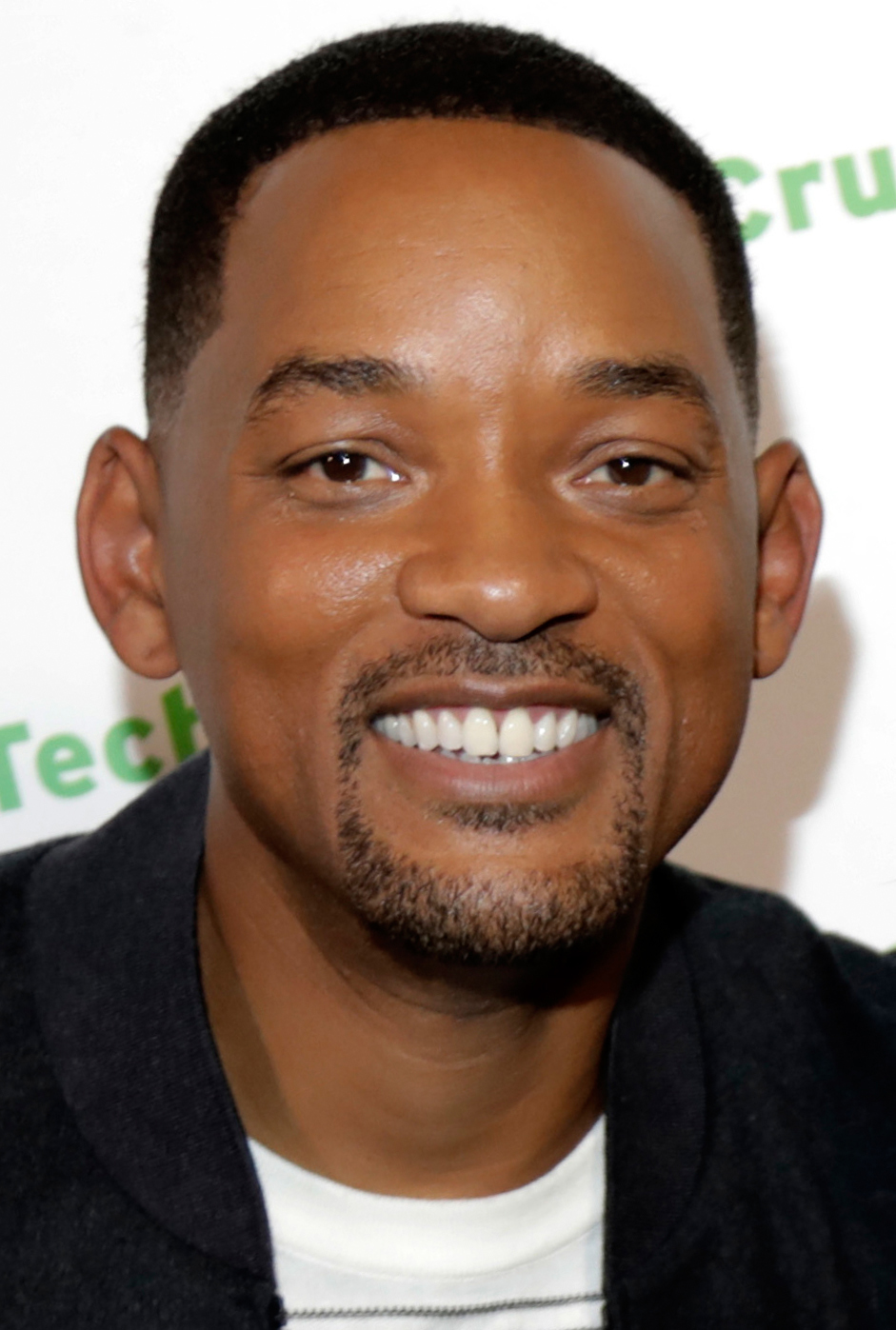
Will Smith, vencedor de Melhor Ator

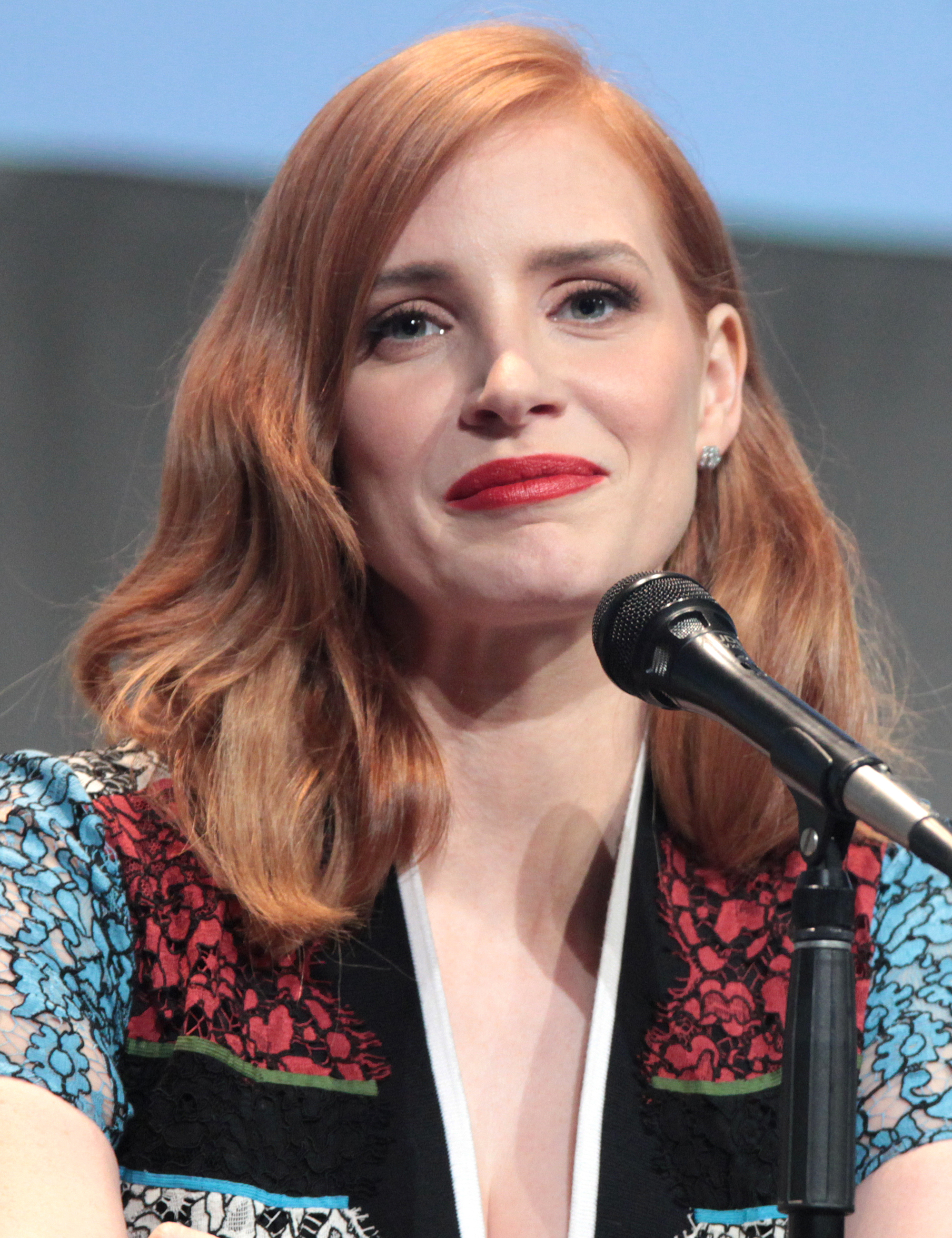
Jessica Chastain, vencedora de Melhor Atriz

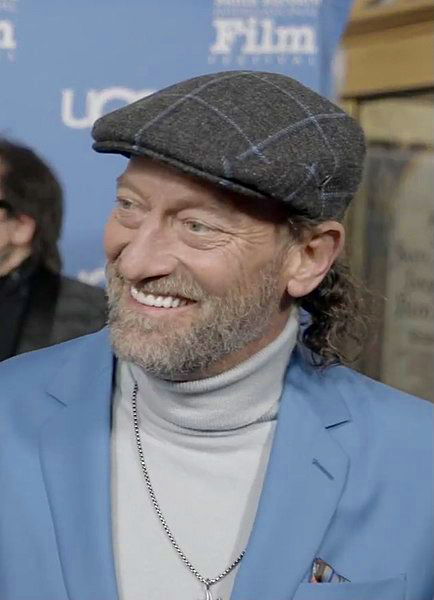
Troy Kotsur, vencedor de Melhor Ator Secundário

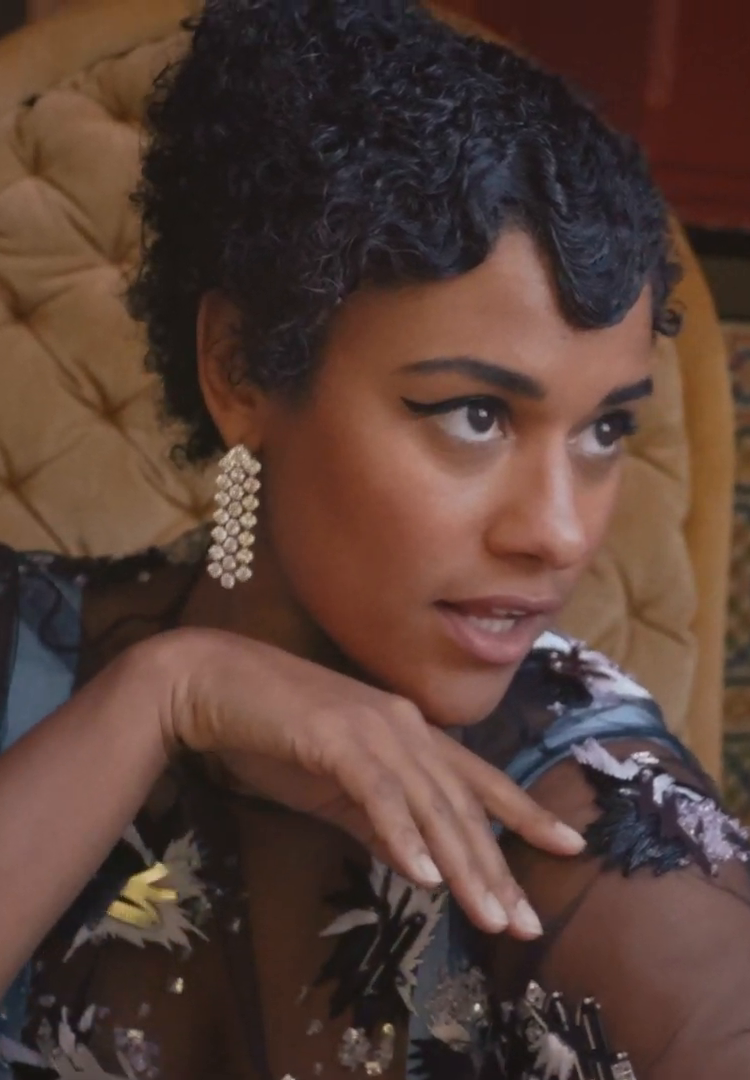
Ariana DeBose, vencedora de Melhor Atriz Secundária

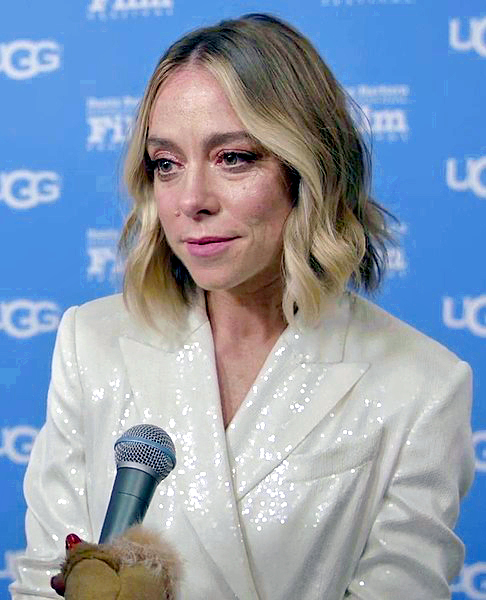
Sian Heder, vencedor de Melhor Roteiro Adaptado

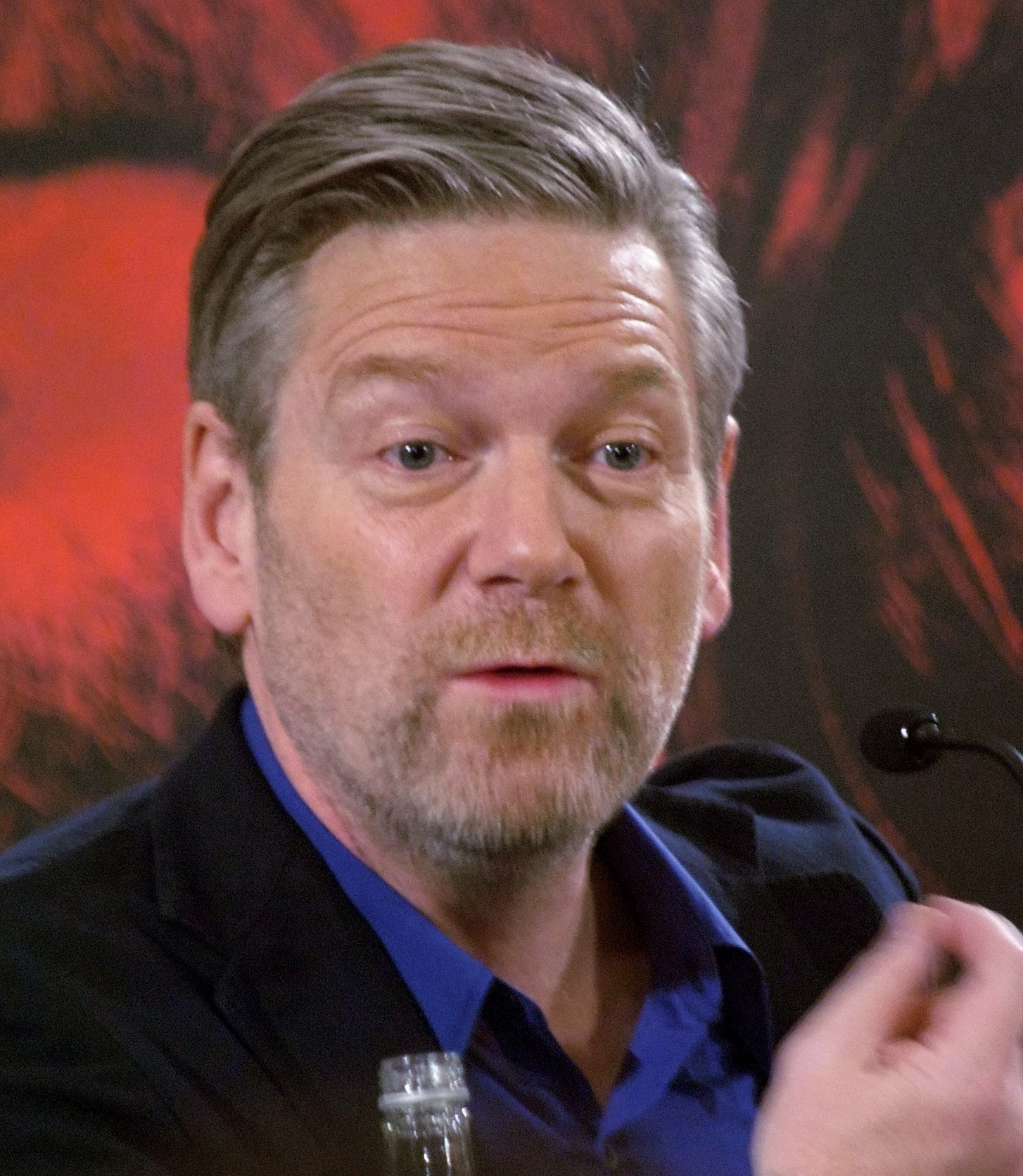
Kenneth Branagh, vencedor de Melhor Roteiro Original

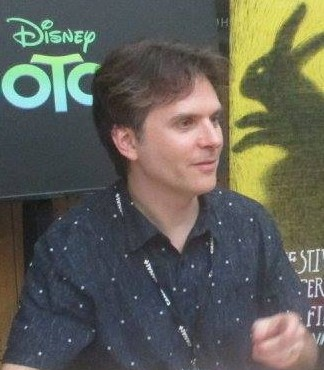
Byron Howard, co-vencedor de Melhor Filme de Animação

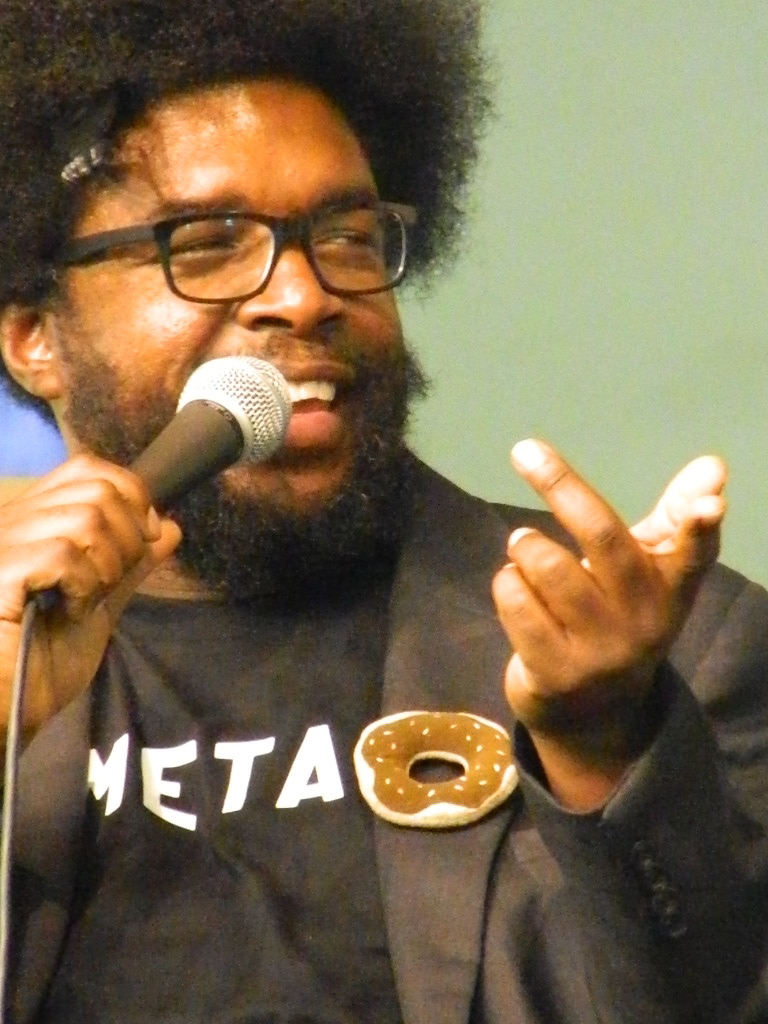
Questlove, co-vencedor de Melhor Documentário de Longa Metragem

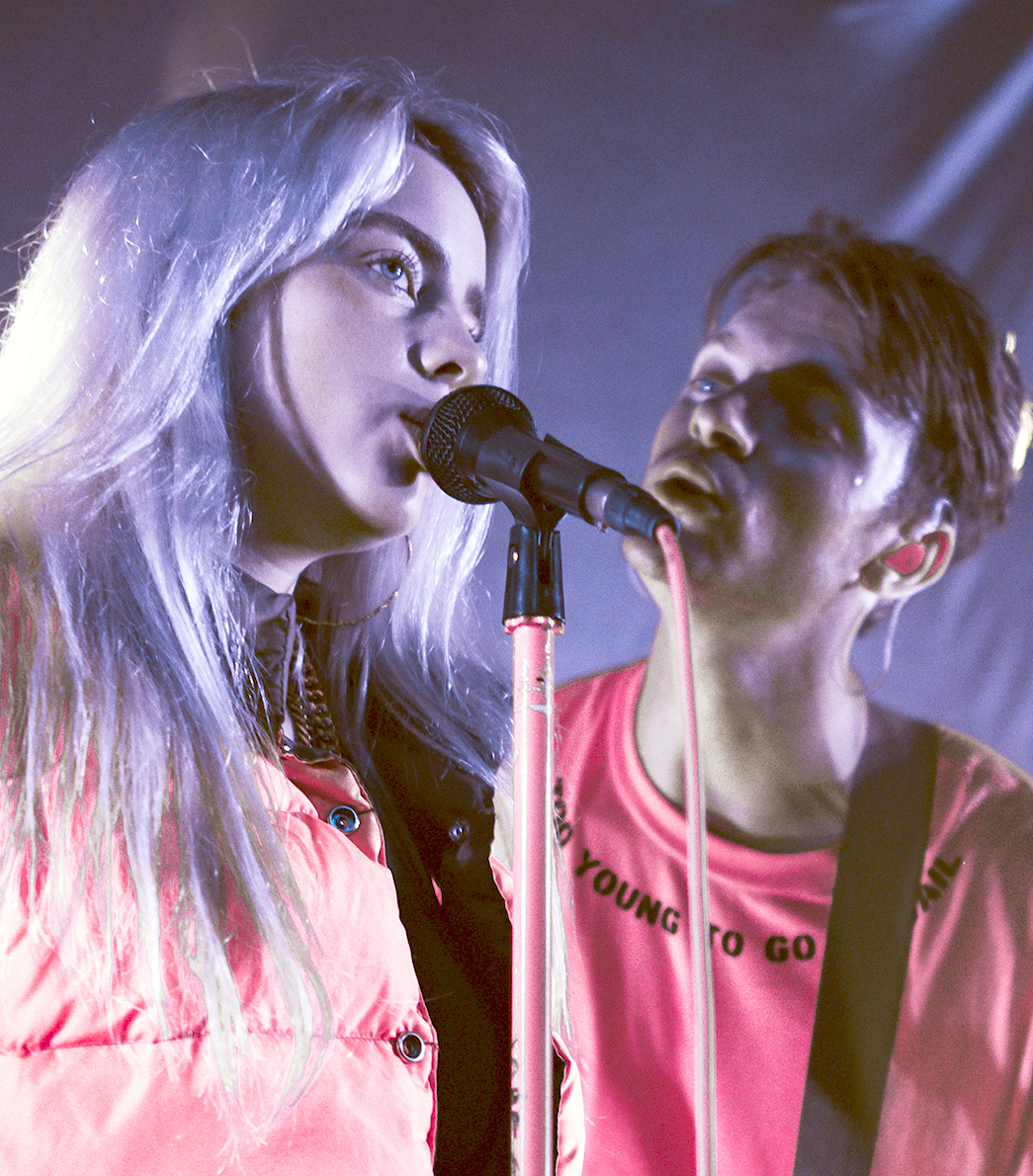
Billie Eilish e Finneas O'Connell, co-vencedores de melhor canção original

Esta cerimônia também marca a primeira vez na era preferencial e a segunda vez desde a Oscar 2006 que todos os indicados na categoria de Melhor Atriz não protagonizaram um dos filmes indicados a Melhor Filme. Além disso, isso também marca a primeira vez na história da temporada de premiações em que nenhum dos indicados a Melhor Atriz foi indicado na mesma categoria no British Academy Film Awards.

### Prêmios
Os vencedores estarão listados em primeiro e destacados em negrito.
|   | Indica o ganhador dentro de cada categoria. |
| † | Indica uma nomeação póstuma.                |

| Melhor FilmeCODA – Philippe Rousselet, Fabrice Gianfermi e Patrick Wachsberger - Belfast – Laura Berwick, Kenneth Branagh, Becca Kovacik e Tamar Thomas - Don't Look Up – Adam McKay e Kevin Messick - Doraibu mai kā – Teruhisa Yamamoto - Dune – Mary Parent, Denis Villeneuve e Cale Boyter - King Richard – Tim White, Trevor White e Will Smith - Licorice Pizza – Sara Murphy, Adam Somner e Paul Thomas Anderson - Nightmare Alley – Guillermo del Toro, J. Miles Dale e Bradley Cooper - The Power of the Dog – Jane Campion, Tanya Seghatchian, Emile Sherman, Iain Canning e Roger Frappier - West Side Story – Steven Spielberg e Kristie Macosko Krieger | Melhor Diretor/RealizadorJane Campion – The Power of the Dog - Kenneth Branagh – Belfast - Paul Thomas Anderson – Licorice Pizza - Ryūsuke Hamaguchi – Doraibu mai kā - Steven Spielberg – West Side Story |
| Melhor Ator/Actor (Principal)Will Smith – King Richard como Richard Williams - Andrew Garfield – Tick, Tick... Boom! como Jonathan Larson - Benedict Cumberbatch – The Power of the Dog como Phil Burbank - Denzel Washington – The Tragedy of Macbeth como Lord Macbeth - Javier Bardem – Being the Ricardos como Desi Arnaz | Melhor Atriz/Actriz (Principal)Jessica Chastain – The Eyes of Tammy Faye como Tammy Faye Bakker - Kristen Stewart – Spencer como Diana, Princesa de Gales - Nicole Kidman – Being the Ricardos como Lucille Ball - Olivia Colman – The Lost Daughter como Leda Caruso - Penélope Cruz – Madres paralelas como Janis Martínez Moreno                          |
| Melhor Ator/Actor Coadjuvante/SecundárioTroy Kotsur – CODA como Frank Rossi - Ciarán Hinds – Belfast como "Pop" - Jesse Plemons – The Power of the Dog como George Burbank - J. K. Simmons – Being the Ricardos como William Frawley - Kodi Smit-McPhee – The Power of the Dog como Peter Gordon | Melhor Atriz/Actriz Coadjuvante/SecundáriaAriana DeBose – West Side Story como Anita - Aunjanue Ellis – King Richard como Oracene "Brandy" Price - Jessie Buckley – The Lost Daughter como Leda Caruso (jovem) - Judi Dench – Belfast como "Granny" - Kirsten Dunst – The Power of The Dog como Rose Gordon                                                  |
| Melhor Argumento/Roteiro OriginalBelfast – Kenneth Branagh - Don't Look Up – Adam McKay - King Richard – Zach Baylin - Licorice Pizza – Paul Thomas Anderson - Verdens verste menneske – Eskil Vogt e Joachim Trier | Melhor Argumento/Roteiro AdaptadoCODA – Sian Heder - Doraibu mai kā – Ryūsuke Hamaguchi e Takamasa Oe - Dune – Denis Villeneuve, Eric Roth e Jon Spaihts - The Lost Daughter – Maggie Gyllenhaal - The Power of the Dog – Jane Campion |
| Melhor Filme de AnimaçãoEncanto – Jared Bush e Byron Howard - Flugt – Jonas Poher Rasmussen e Monica Hellström - Luca – Enrico Casarosa e Andrea Warren - Raya e o Último Dragão – Don Hall e Carlos López Estrada - The Mitchells vs. the Machines – Mike Rianda, Phil Lord e Christopher Miller | Melhor Filme InternacionalDoraibu mai kā ( Japão) – Ryūsuke Hamaguchi - Flugt ( Dinamarca) – Jonas Poher Rasmussen - È stata la mano di Dio‎ ( Itália) – Paolo Sorrentino - Lunana: A Yak in the Classroom ( Butão) – Pawo Choyning Dorji - Verdens verste menneske ( Noruega) – Joachim Trier                                                                |
| Melhor Documentário em Longa-metragemSummer of Soul – Questlove - Ascension – Jessica Kingdon - Attica – Stanley Nelson e Traci A. Curry - Flugt – Jonas Poher Rasmussen - Writing with Fire – Sushmit Ghosh e Rintu Thomas | Melhor Documentário em Curta-metragemThe Queen of Basketball – Ben Proudfoot - Audible – Matthew Ogens e Geoff McLean - Lead Me Home – Pedro Kos e Jon Shenk - Three Songs for Benazir – Elizabeth Mirzaei and Gulistan Mirzaei - When We Were Bullies – Jay Rosenblatt                                                                                      |
| Melhor Curta-metragemThe Long Goodbye – Aneil Karia e Riz Ahmed - Ala Kachuu - Take and Run – Maria Brendle - The Dress – Tadeusz Lysiak - On My Mind – Martin Strange-Hansen - Please Hold – KD Davila | Melhor Animação em Curta-metragemThe Windshield Wiper – Alberto Mielgo - Affairs of the Art – Joanna Quinn - Bestia – Hugo Covarrubias - BoxBallet – Anton Dyakov - Robin Robin – Dan Ojari e Mikey Please |
| Melhor Banda/Trilha SonoraDune – Hans Zimmer - Don't Look Up – Nicholas Britell - Encanto – Germaine Franco - Madres paralelas – Alberto Iglesias - The Power of the Dog – Jonny Greenwood | Melhor Canção original"No Time to Die" por No Time to Die – Billie Eilish e Finneas O'Connell - "Be Alive" por King Richard – Beyoncé e Dixson - "Dos Oruguitas" por Encanto – Lin-Manuel Miranda - "Down to Joy" por Belfast – Van Morrison - "Somehow You Do" por Four Good Days – Diane Warren                                                            |
| Melhor SomDune – Ron Bartlett, Theo Green, Doug Hemphill, Mark Mangini e Mac Ruth - Belfast – Denise Yarde, Simon Chase, James Mather, Niv Adiri - No Time to Die – James Harrison, Simon Hayes, Paul Massey, Oliver Tarney e Mark Taylor - The Power of the Dog – Richard Flynn, Robert Mackenzie, Tara Webb - West Side Story – Brian Chumney, Tod A. Maitland, Andy Nelson e Gary Rydstrom | Melhor Design de produçãoDune – Patrice Vermette e Zsuzsanna Sipos - Nightmare Alley – Tamara Deverell e Shane Vieau - The Power of the Dog – Grant Major e Amber Richards - The Tragedy of Macbeth – Stefan Dechant e Nancy Haigh - West Side Story – Adam Stockhausen e Rena DeAngelo                                                                      |
| Melhor Cinematografia/FotografiaDune – Greig Fraser - Nightmare Alley – Dan Laustsen - The Power of the Dog – Ari Wegner - The Tragedy of Macbeth – Bruno Delbonnel - West Side Story – Janusz Kaminski | Melhor Maquiagem/Maquilhagem e PenteadosThe Eyes of Tammy Faye – Linda Dowds, Stephanie Ingram e Justin Raleigh - Coming 2 America – Mike Marino, Stacey Morris e Carla Farmer - Cruella – Nadia Stacey, Naomi Donne e Julia Vernon - Dune – Donald Mowat, Love Larson e Eva Von Bahr - House of Gucci – Goran Lundstrom, Anna Carin Lock e Frederic Aspiras |
| Melhor Figurino/Guarda-RoupaCruella – Jenny Beavan - Cyrano – Massimo Cantini Parrini - Dune – Robert Morgan e Jacqueline West - Nightmare Alley – Luis Sequeira - West Side Story – Paul Tazewell | Melhor Edição/MontagemDune – Joe Walker - Don't Look Up – Hank Corwin - King Richard – Pamela Martin - The Power of the Dog – Peter Sciberras - Tick, Tick... Boom! – Myron Kerstein, Andrew Weisblum |
| Melhores Efeitos VisuaisDune – Paul Lambert, Tristen Myles, Brian Connor, e Gerd Nefzer - Free Guy – Swen Gillberg, Bryan Grill, Nikos Kalaitzidis, and Dan Sudick - No Time To Die – Charlie Noble, Joel Green, Jonathan Fawkner e Chris Corbould - Shang-Chi and the Legend of the Ten Rings – Christopher Townsend, Joe Farrel, Sean Noel Walker e Dan Oliver - Spider-Man: No Way Home – Kelly Port, Chris Waegner, Scott Edelstein e Dan Sudick | |

### Governors Awards
Em 24 de junho de 2021, a Academia anunciou seus vencedores da 12.ª cerimônia anual do Governors Awards, originalmente programada para 15 de janeiro de 2022. No entanto, em 22 de dezembro de 2021, a entrega dos prêmios foi adiada para uma data posterior devido a preocupações com a pandemia de COVID-19 relacionadas ao aumento generalizado de casos da variante Ómicron. Ainda serão entregues os seguintes prêmios:

#### Oscar Honorário
- Samuel L. Jackson – "Sam Jackson é um ícone cultural cujo trabalho dinâmico ressoou em gêneros, gerações e públicos em todo o mundo"
- Elaine May – "Pela abordagem ousada e intransigente de Elaine May ao cinema, como escritora, diretora e atriz"
- Liv Ullmann – "A bravura e transparência emocional de Liv Ullmann presenteou o público com retratos de cenas profundamente comoventes"

#### Prêmio Humanitário Jean Hersholt
- Danny Glover – "A defesa de décadas de Glover pela justiça e direitos humanos reflete sua dedicação em reconhecer nossa humanidade compartilhada dentro e fora do cinema"

### Filmes com mais indicações e prêmios
| Indicações | Filme                   |
| ---------- | ----------------------- |
| 12         | The Power of the Dog    |
| 10         | Dune                    |
| 7          | Belfast                 |
| 7          | West Side Story         |
| 6          | King Richard            |
| 4          | Don't Look Up           |
| 4          | Doraibu mai kā          |
| 4          | Nightmare Alley         |
| 3          | Being the Ricardos      |
| 3          | CODA                    |
| 3          | Encanto                 |
| 3          | Flugt                   |
| 3          | Licorice Pizza          |
| 3          | The Lost Daughter       |
| 3          | No Time to Die          |
| 3          | The Tragedy of Macbeth  |
| 2          | Cruella                 |
| 2          | The Eyes of Tammy Faye  |
| 2          | Madres paralelas        |
| 2          | Tick, Tick... Boom!     |
| 2          | Verdens verste menneske |

| Filme                  | Prêmios |
| ---------------------- | ------- |
| Duna                   | 6       |
| CODA                   | 3       |
| The Eyes of Tammy Faye | 2       |

## Cerimônia
Devido ao contínuo impacto da pandemia de COVID-19 no cinema (que atrasou o final do período de elegibilidade do Oscar 2021 para 28 de fevereiro de 2021, e a cerimônia para o final de abril de 2021), a Academia anunciou em maio de 2021 que alguns das modificações em seus critérios de elegibilidade (especialmente aquelas referentes aos filmes lançados diretamente no streaming e a flexibilidade adicional dos filmes não precisarem ter um lançamento teatral para serem elegíveis) permaneceriam em vigor, mas o período de elegibilidade terminará normalmente em 31 de dezembro de 2021 (encurtando assim o período de elegibilidade em 10 meses devido à referida prorrogação para a cerimónia do ano passado).
A votação para as indicações foi concluída em 1 de fevereiro de 2022. As indicações foram anunciadas em 8 de fevereiro de 2022 por Tracee Ellis Ross e Leslie Jordan. A cerimônia está programada para ser realizada em 27 de março de 2022 no Teatro Dolby; foi relatado que a data foi escolhida para não colidir com os Jogos Olímpicos de Inverno de 2022, em Pequim (que vai decorrer de 4 a 20 de fevereiro de 2022) e o Super Bowl LVI (que será realizado em Los Angeles, em 13 de fevereiro de 2022).
Em junho de 2020, a Academia anunciou que a categoria de Melhor Filme no Oscar 2022 teria 10 indicados, em vez de um número variável de indicados (desde o Oscar 2012, 5 a 10 filmes eram indicados para Melhor Filme), devido à votação do Conselho da Academia. A quantidade mínima de música original necessária para se qualificar na Melhor Trilha Sonora foi reduzida de 60% para 35%. As inscrições para Melhor Canção Original estão sendo limitadas a cinco músicas por filme. O processo de indicação para Melhor Som agora terá uma rodada preliminar com 10 indicados. Além disso, as listas de finalistas serão expandidas de 10 para 15 filmes nas categorias de Melhor Curta-metragem de Animação, Melhor Documentário de Curta-metragem e Melhor Curta-Metragem em Live Action.
Como parte das iniciativas ambientais, a distribuição de screeners e outros itens físicos ou impressos não é mais permitida; equivalentes digitais agora devem ser usados.
Em outubro de 2021, o produtor de cinema Will Packer foi contratado para produzir a cerimônia. Shayla Cowan, chefe de gabinete de suas produtoras, foi nomeada co-produtora. Em 11 de janeiro de 2022, o presidente da Hulu Originals e da ABC Entertainment, Craig Erwich, confirmou que a cerimônia teria um apresentador designado pela primeira vez desde 2018, afirmando que "[Packer] realmente tem seu pulso na cultura popular e no entretenimento. Eu sei que ele tem muito reservado para nós e teremos mais detalhes para compartilhar em breve." Os anfitriões em potencial que foram considerados incluem Tina Fey, Amy Poehler, Maya Rudolph, Steve Martin, Martin Short e Selena Gomez, com estes três últimos estando no topo da lista. Em uma tentativa de atrair espectadores mais jovens, também foi oferecido para Pete Davidson o papel de apresentador, mas ele recusou. Em 11 de fevereiro de 2022, foi anunciado que a cerimônia será um evento de três atos com um apresentador diferente apresentando cada segmento, como uma "estratégia para atrair um público mais amplo e compartilhar o fardo de guiar a transmissão". Em 14 de fevereiro, Regina Hall, Amy Schumer e Wanda Sykes foram anunciadas como as três anfitriãs da cerimônia.

### Protocolos COVID-19
Em 17 de fevereiro de 2022, o The New York Times informou que a Academia exigirá que os indicados e convidados apresentem comprovante de vacinação e dois testes PCR negativos, enquanto apresentadores e artistas passarão por "testes rigorosos" sem serem vacinados. A Academia afirmou que isso fazia parte do objetivo, juntamente com a indústria cinematográfica, de decretar padrões de retorno ao trabalho no Condado de Los Angeles após o surgimento da Ómicron. Espera-se que 2 500 participantes encham o Teatro Dolby na noite da cerimônia, com alguns requisitos em relação ao retirar as máscaras.

### Presença lusófona
A Academia Brasileira de Cinema submeteu o filme Deserto Particular para a apreciação da Academia ao prêmio de Melhor Filme Internacional, enquanto que a Academia Portuguesa de Cinema submeteu A Metamorfose dos Pássaros, entretanto, nenhum dos dois filmes foi indicado ao prêmio. No entanto, o curta-metragem em live-action brasileiro "Seiva Bruta" (em inglês "Under The Heavens") foi pré-indicado entre os 15 melhores do ano na categoria, apesar disso, ficou de fora da lista final dos cinco indicados à categoria. O stop motion brasileiro "Bob Cuspe – Nós Não Gostamos de Gente" também ficou de fora dos indicados à categoria de Melhor Filme de Animação.

### Apresentadores e performances

#### Apresentadores
A seguir, os apresentadores de prêmios e performances musicais da cerimônia.
| Nome(s)                                     | Função |
| ------------------------------------------- | --- |
| Janora McDuffie                             | Anunciou a 94º cerimônia do Oscar |
| Serena Williams Venus Williams              | Introduziram a performance de "Be Alive" |
| DJ Khaled                                   | Introduziu as apresentadoras Regina Hall, Amy Schumer e Wanda Sykes |
| Daniel Kaluuya H.E.R.                       | Apresentaram a categoria de Melhor Atriz Coadjuvante |
| Josh Brolin Jason Momoa                     | Apresentou os seguintes prêmios filmados antes da transmissão: Melhor Curta-metragem de Animação Melhor Documentário em Curta-metragem Melhor Montagem Melhor Curta-metragem em Live Action Melhor Maquiagem e Penteados Melhor Trilha Sonora Melhor Direção de Arte Melhor Som |
| Woody Harrelson Rosie Perez Wesley Snipes   | Apresentaram a categoria de Melhor Cinematografia |
| Jacob Elordi Rachel Zegler                  | Apresentaram a categoria de Melhores Efeitos Visuais |
| Tony Hawk Kelly Slater Shaun White          | Apresentaram o tributo do 60º aniversário da série James Bond |
| Stephanie Beatriz                           | Introduziu a performance de "Dos Oruguitas" |
| Halle Bailey Lily James Naomi Scott         | Apresentaram a categoria de Melhor Filme de Animação |
| Youn Yuh-jung                               | Apresentou a categoria de Melhor Ator Coadjuvante |
| Tiffany Haddish Simu Liu                    | Apresentaram a categoria de Melhor Filme Internacional |
| Mila Kunis                                  | Introduziu a performance de "Somehow You Do" |
| Ruth E. Carter Lupita Nyong'o               | Apresentaram a categoria de Melhor Figurino |
| John Leguizamo                              | Introduziu a performance de "We Don't Talk About Bruno" |
| Jennifer Garner Elliot Page J. K. Simmons   | Apresentaram a categoria de Melhor Roteiro Original |
| Shawn Mendes Tracee Ellis Ross              | Apresentaram a categoria de Melhor Roteiro Adaptado |
| Rami Malek                                  | Introduziu a performance de "No Time to Die" |
| Chris Rock                                  | Apresentou a categoria de Melhor Documentário em Longa-Metragem |
| Sean Combs                                  | Apresentado o tributo do 50º aniversário da trilogia O Poderoso Chefão |
| Tyler Perry Bill Murray Jamie Lee Curtis    | Apresentaram elogios a Sidney Poitier, Ivan Reitman e Betty White durante o segmento "In Memoriam" |
| Jake Gyllenhaal Zoë Kravitz                 | Apresentaram a categoria de Melhor Canção Original |
| Kevin Costner                               | Apresentou a categoria de Melhor Diretor |
| John Travolta Samuel L. Jackson Uma Thurman | Apresentaram a categoria de Melhor Ator |
| Anthony Hopkins                             | Apresentou a categoria de Melhor Atriz |
| Lady Gaga Liza Minnelli                     | Apresentaram a categoria de Melhor Filme |

#### Performances
| Nome | Papel           | Trabalho |
| --- | --------------- | --- |
| Adam Backstone                                                                                                | Arranjo musical | Orquestra |
| Beyoncé | Intérprete      | "Be Alive" de King Richard                                                                                         |
| Sebastián Yatra                                                                                               | Intérprete      | "Dos Oruguitas" de Encanto                                                                                         |
| Reba McEntire                                                                                                 | Intérprete      | "Somehow You Do" de Four Good Days                                                                                 |
| Adassa Stephanie Beatriz Mauro Castillo Carolina Gaitán Diane Guerrero Becky G Luis Fonsi Megan Thee Stallion | Intérpretes     | "We Don't Talk About Bruno" de Encanto                                                                             |
| Billie Eilish Finneas O'Connell                                                                               | Intérpretes     | "No Time to Die" de No Time to Die                                                                                 |
| The Samples Jill Scott                                                                                        | Intérpretes     | "I Will Remember You", "Spirit in the Sky", e "Thank You for Being a Friend" durante o tributo anual "In Memoriam" |

### Ataque no palco de Will Smith a Chris Rock

Will Smith (à direita) acertando Chris Rock (à esquerda) no rosto

Enquanto estava no palco para apresentar o prêmio de Melhor Documentário de Longa Metragem, Chris Rock brincou com Jada Pinkett Smith que estava ansioso por uma sequência de G.I. Jane, uma referência ao seu penteado curto. Pinkett também tem perda de cabelo parcial devido à alopecia, que Rock não sabia. O marido de Pinkett Smith, Will Smith, inicialmente reagiu com risadas, mas segundos depois se levantou de seu assento perto do palco, caminhou até Rock e o acertou no rosto sem aviso prévio. Ao sentar-se novamente, Smith gritou duas vezes para Rock: "Mantenha o nome da minha esposa fora da sua merda de boca!"
Nos Estados Unidos, a emissora do Oscar ABC silenciou o áudio; no entanto, emissoras internacionais como TNT na América Latina, Seven Network na Austrália e Wowow no Japão não o fizeram. A gravação sem censura rapidamente se tornou viral nas redes sociais. Dentro de quarenta minutos, Smith ganhou o Oscar de Melhor Ator, concentrando seu discurso em seu sentimento de necessidade de proteger aqueles ao seu redor e pedindo desculpas à Academia e aos outros indicados, mas não a Rock. Rock se recusou a registrar um boletim de ocorrência, de acordo com um comunicado do Departamento de Polícia de Los Angeles.
A resposta de Smith foi condenada por muitas celebridades, incluindo os presentes na cerimônia, embora alguns tenham defendido sua decisão de (como viram) defender sua esposa. Outros acreditam que as ações de Smith e Rock foram ruins e desviaram a atenção da mídia das conquistas significativas da noite. O filho de Will Smith, Jaden, defendeu as ações de seu pai no Twitter. Muitas celebridades, incluindo Mark Hamill e Mia Farrow, chamaram o incidente de "momento mais feio" da história do Oscar.